# アレクサンデル・ヴィエロポルスキ

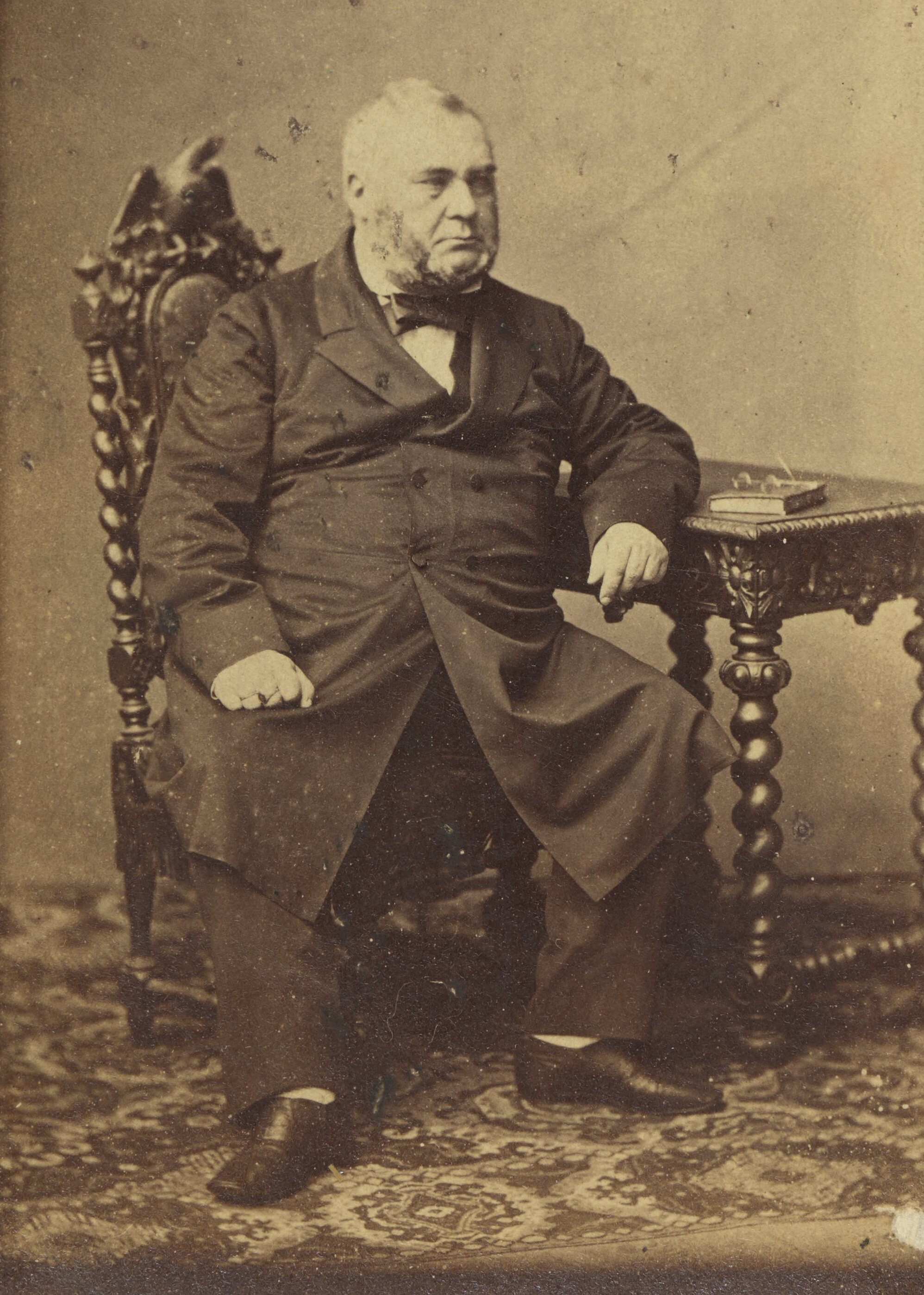
アレクサンデル・ヴィエロポルスキ伯爵、ゴンザーガ＝ムィシュコフスキ侯爵

アレクサンデル・ヴィエロポルスキ（ポーランド語：Aleksander Wielopolski、1803年 - 1877年）は、ポーランドの貴族、保守政治家。伯爵、ゴンザーガ＝ムィシュコフスキ侯爵、ピンチュフの第13代オルディナト。1862年、ロシア皇帝アレクサンドル2世によってロシア領ポーランド会議王国の政府首班に任命された。

## 生涯
ヴィエロポルスキは保守主義者かつ親ロシア派であり、1830年以前のポーランドにおける自治回復を政治目標とし、ユダヤ人の完全な権利平等化を実現した人物であった。彼は教育改革に取り組み、ポーランド語の学校を数多く創設し、ワルシャワに「中央学校（Szkola Glowna）」を創設した。これは現在のワルシャワ大学の直接の前身にあたる（1816年に創設されたワルシャワ王立大学は11月蜂起後に閉鎖されていた）。また銀行システムの改革や農業改革（小作農のために農奴制に代わる土地賃貸制を創出した）をも行った。
ヴィエロポルスキは当時のロシア帝国が国内外で苦境にあるため、ツァーリ政府はポーランド貴族階級に対して一定の譲歩をせざるを得ないだろうと考えていた。一方で、彼はポーランド貴族は独立を要求するのはでなく、ロシア皇帝の支配を受け入れて帝国に公人として奉仕すべきであると信じていた。
1815年にロシア皇帝アレクサンドル1世はロシアに併合されたポーランド地域に対し、独自の憲法を承認してポーランド人の自由を拡大すべく様々な約束を行っていたが、この1815年の自由を取り戻すヴィエロポルスキの政策の基盤となっていた。しかし最終的には、ヴィエロポルスキはこうした理想の実現を諦め、代わりに次のような提案を行った。ポーランド人は11月蜂起を起こした罪を公的に謝罪し、ポーランドにおけるロマノフ王朝の永続的な支配を受け入れ、そしてその見返りとしてポーランド人はロシア皇帝から民族の自由、半自治的な政府、検閲の廃止、ロシア軍事法廷の閉鎖を認めてもらうべきだ、というものである。しかしこの提案は受け入れられなかった。そしてツァーリが制限を設けつつも様々な政治的譲歩を決めた時にはすべてが手遅れになっており、ワルシャワの通りでは蜂起が今にも起きようとしていた。
ヴィエロポルスキはポーランド人の独立に対する熱望が最高潮に達していることに気付いたが、これこそは彼が全力で阻止すべきだと考えていた事態だった。ポーランド民族運動を頓挫させようとしたヴィエロポルスキは、20歳以上のポーランド男子市民に対してロシア軍に入ることを義務付けた徴兵制度を設け、若い民族運動家たちの活動を抑え込もうとした。この決定こそが、ヴィエロポルスキが必死で避けようとしていた1863年1月蜂起の引き金となってしまった。
蜂起が激も烈しい局面に入った時期に、ヴィエロポルスキは政府首班を辞任したい意向を示し、この申し出は1863年7月初旬にポーランド副王コンスタンチン・ニコラエヴィチ大公によって承認された。そして7月16日、ヴィエロポルスキはワルシャワを発って北へ向かった。この旅はリューゲン島への湯治旅行という名目になっていたが、実際には亡命であり、彼はその後二度と故国に戻らなかった。ヴィエロポルスキはザクセンのドレスデンに移り住み、その14年後に死んだ。